# Stelis cauda-equina
Stelis cauda-equina är en orkidéart som beskrevs av Carlyle August Luer och Roberto Vásquez. Stelis cauda-equina ingår i släktet Stelis och familjen orkidéer. Inga underarter finns listade i Catalogue of Life.